# David S. Dixon
| 15056 Barbaradixon | 28 dicembre 1998 |
| 19718 Albertjarvis | 5 novembre 1999  |
| 31442 Stark        | 7 febbraio 1999  |
| 38540 Stevens      | 5 novembre 1999  |
| 60186 Las Cruces   | 13 novembre 1999 |
| 66661 Wallin       | 2 ottobre 1999   |
| 71556 Page         | 27 febbraio 2000 |
| 90463 Johnrichard  | 14 febbraio 2004 |
| 120074 Bass        | 1º marzo 2003    |
| 144362 Swantner    | 26 febbraio 2004 |

David S. Dixon (1947) è un astronomo statunitense.
Lavora come ricercatore al White Sands Missile Range nel Nuovo Messico.
Il Minor Planet Center gli accredita la scoperta di ventidue asteroidi, effettuate tra il 1998 e il 2009, di cui una in collaborazione con Janet Stevens.
Gli è stato dedicato l'asteroide 51741 Davidixon.